# Porto de Melilha
O Porto de Melilha está localizado na cidade autônoma de Melilha, na costa sudeste da península de Três Forcas.

## Posição
- Longitude: Oeste, 2º 56'
- Latitude: Norte, 35º 17'

Ventos prevalecentes
- Eu criei
- Oeste

## Plano de fundo
A cidade de Melilha foi fundada pelos fenícios aproximadamente no século VII a.C. com o nome de Rusadir. Cidade criada como ponto de apoio, refúgio e descanso, este local foi escolhido como porto pela proteção natural que oferecia. Foi referenciado pelo imperador Antonio Pio Augusto Caracalla (anos 211-217) em seu Itinerario de Antonino. Não existem dados sobre o porto e a sua utilização por visigodos, bizantinos ou árabes. Talvez seja devido ao contínuo soterramento do porto pelo rio que atravessa a cidade, conhecido como o "Río de Oro".
A cidade foi tomada para o reino da Espanha em 1497 por Don Pedro de Estopiñan. Foi utilizado como cais na altura da reconquista. Naquela época, o fundeadouro não era totalmente seguro, e muitos navios se perderam que encalharam na praia de Mantelete ou na praia de San Lorenzo. A artilharia do forte costumava afundar esses navios para que não caíssem nas mãos do inimigo.
Melilha sofreu um cerco em 1774-75, onde ficou clara a necessidade de um porto. Os comboios de socorro que chegaram em 29 de dezembro de 1774 tiveram que suspender o descarregamento de alimentos e munições devido ao forte vento de leste que colocava em perigo os navios. Além disso, a esquadra que protegia Melilha por mar, sob o comando do Capitão de Armada Don Hidalgo de Cisneros, teve que se afastar do local sitiado para evitar perder os navios, o que lhe custou ser submetido a um processo.

## História

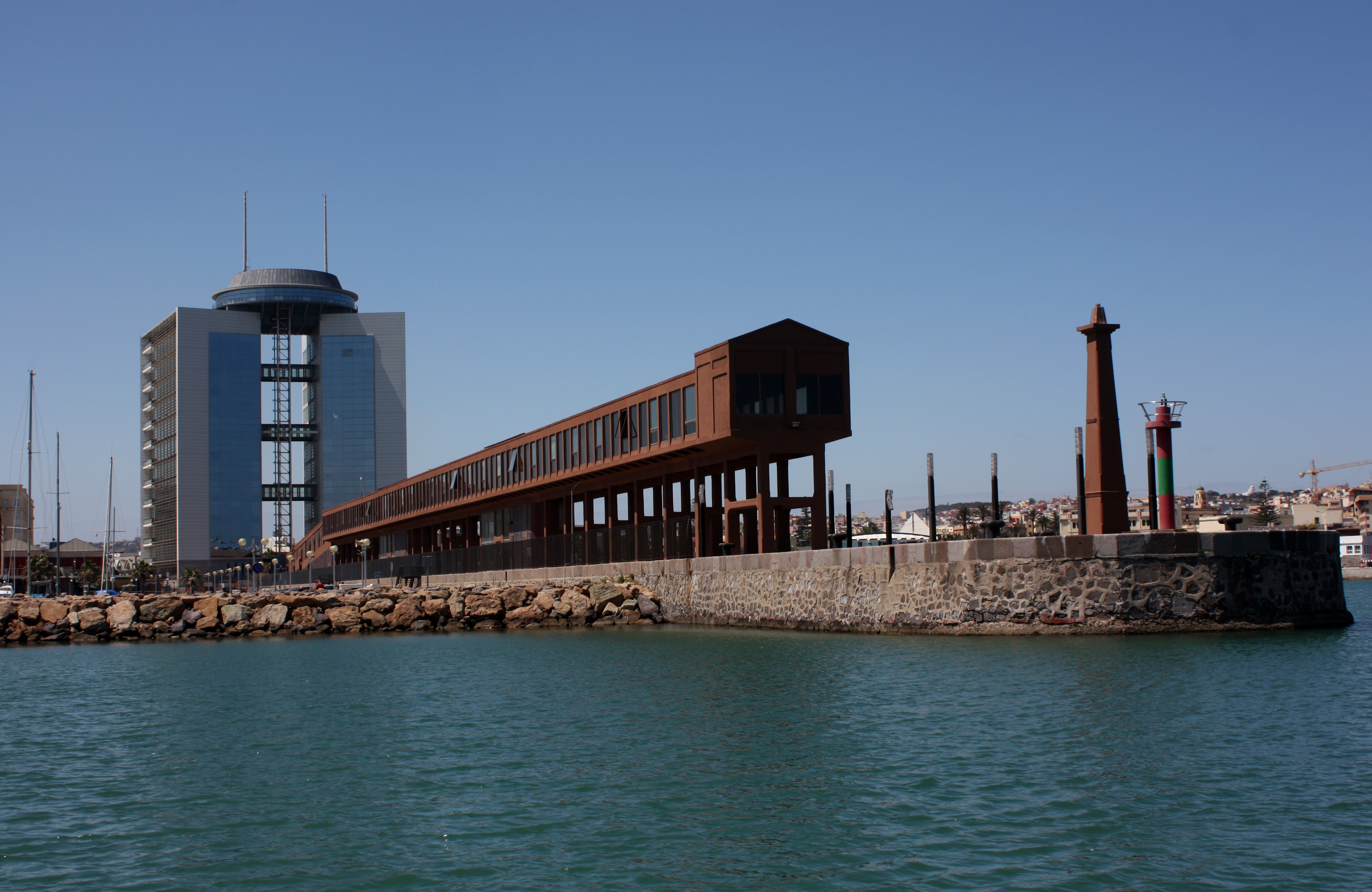
Área de carregamento do minério de Melilha

Em 18 de dezembro de 1902, foi criada a Junta Operária do Porto de Melilha, presidida pelo governador militar. Foi Manuel Becerra quem iniciou os estudos de redação do primeiro projeto portuário. E em 17 de novembro de 1904, a Junta Operária de Melilha recebeu os primeiros regulamentos para sua organização e funções.

As obras foram inauguradas por Alfonso XIII depositando como oferenda uma caixa com várias moedas de curso legal e uma cópia do El Telegrama del Rif que mais tarde se tornaria El Telegrama de Melilha.
Em 1909 foram projetadas e construídas as rodovias de Melilha a Nador, de Nador a Zeluan, de Melilha a Zoco el Had de Beni Sicar e de Melilha a Tres Forcas, sempre sob a direção de D. Manuel Becerra. Nesse período febril, também foram construídos uma usina de 135,80 cavalos, o primeiro projeto de abastecimento de água para a cidade, um souk, um armazém de grãos e uma enfermaria indígena. A maioria deles ainda está em boas condições.
Em um dia de março de 1914, as ondas atingiram 18 metros de altura, arrasando completamente o cais e destruindo grande parte da barragem em construção. Mais de 15 embarcações foram perdidas e outras 20 foram gravemente danificadas. As tempestades sucederam-se nesse ano e no seguinte, perdendo inúmeras embarcações e causando grandes estragos no porto. Embora a tempestade mais forte sofrida pela cidade tenha ocorrido em 12 de março de 1925, onde prédios que estavam trinta metros acima do nível do mar foram atingidos pelas águas. Em 12 de abril de 1927, a cidade de Melilha foi inundada por chuvas torrenciais, deixando-a isolada até mesmo pelo telégrafo.
Entre 1917 e 1925 a área de carga mineral foi construída a pedido da Compañía Española de Minas del Rif, com capacidade de atracação para navios de até 160 metros de comprimento/20 bocas . A capacidade de carga real atingiu 1.000 toneladas base. Além disso, o cais da Ribera seria concluído, aumentando a linha de atracação e evitando que a mercadoria fosse descarregada por barcaça. No entanto, as numerosas campanhas militares tornaram a construção do dique muito lenta. 49 navios com 25 000 homens desembarcaram no porto de Melilha para participar dos infelizes eventos do Desastre Anual entre 24 de julho e 3 de agosto de 1921.
Entre 1937 e 1940 foi construída a Baliza del Morro.
Em 1966, a 3ª Lei do Regime Financeiro dos Portos estabeleceu tarifas especiais para Melilha. O volume de exportação de minério cairia drasticamente por um tempo até que em 1980, quando a área de carregamento de minério da cidade realizaria seu último serviço.

## Clima
O clima de Melilha é um clima mediterrâneo do tipo Csa de acordo com a classificação climática de Köppen, embora no período 1981-2010 esteja próximo do limite entre climas semiáridos e não semiáridos. É um clima temperado, com ventos de oeste e leste, também ocasionalmente vento do Saara. A temperatura média anual é de cerca de 19 °C. Os invernos são amenos com temperatura média de pouco mais de 13°C em janeiro e os verões são quentes com temperatura média de 26°C em agosto. Em agosto, o mês mais quente do verão, a média máxima fica um pouco abaixo de 30°C, mas a mínima fica acima de 22°C. A precipitação anual é ligeiramente inferior a 400 mm. As chuvas mais intensas concentram-se nos meses de inverno, primavera e outono, enquanto o verão é uma estação muito seca, com uma média em julho que mal chega a 1 mm de precipitação. As horas anuais de insolação são muito elevadas, cerca de 2600 horas.

## Companhias de navegação e destinos
| Málaga  | Porto de Málaga  | Trasmediterránea/ Baleària |
| Almeria | Porto de Almeria | Trasmediterránea/ Baleària |
| Motril  | Porto de Motril  | Baleària                   |

## Estatísticas
Número de passageiros, mercadorias e passageiros de cruzeiro desde 2010:
|                         | Passageiros | Cruzeiros | Mercadorias |
| ----------------------- | ----------- | --------- | ----------- |
| 2010                    | 633.044     | 0         | 702.752     |
| 2011                    | 642.733     | 0         | 865.905     |
| 2012                    | 810.883     | 0         | 835.770     |
| 2013                    | 783.930     | 0         | 764.410     |
| 2014                    | 772.124     | 254       | 836.482     |
| 2015                    | 844.260     | 1.352     | 935.129     |
| 2016                    | 889.348     | 1.224     | 1.059.469   |
| 2017                    | 833.033     | 0         | 934.966     |
| 2018                    | 828.659     | 368       | 827.812     |
| 2019                    | 842.983     | 631       | 834.568     |
| 2020                    | 234.536     | 0         | 632.150     |
| 2021                    | 265.903     | 1.374     | 993.622     |
| 2022                    | 641.263     | 5.025     | 566.365     |
| Fonte: Porto de Melilha |             |           |             |